# Gottfrid Nymberg
Gottfrid Wilhelm Nymberg, född 14 december 1876 i Höganäs, Malmöhus län, död 14 februari 1958 i Friggeråkers församling, Skaraborgs län, var en svensk industrialist.
Vid 11 års ålder började Gottfrid Nymberg som bruksarbetare på Höganäsbolaget och blev kvar där i 15 år, sista tiden som bokhållare. Därefter tillbringade han åtta år i Malmö, där han gifte sig och var anställd som avdelningschef för organisation och försäljning av jordbrukskalk för de skånska kalkbrukens sammanslutning, Svensk Kalkförsäljnings Aktiebolag. Han fann snart att den brända kalken från Västergötland såldes betydligt billigare än den skånska och bildade därför ett bolag som sålde västgötakalk i Sydsverige.
1910 flyttade familjen till Falköping, där Gottfrid Nymberg etablerade Kalkkontoret som rekvirerade kalk från Kavlås alunbruk och Falköpings Kalkbruks AB. Konkurrensen från de andra västgötabruken var hård, varför han föreslog att man skulle samordna försäljningen och utnyttja den konkurrensfördel man hade i förhållande till andra kalkproducenter i Sverige tack vare den billiga bränningen med alunskiffer och goda kommunikationer. 1911 bildade så 13 kalkbruksägare Mellersta Sveriges Kalkbruks Centralförening m.b.p.a. och till verkställande direktör valdes Gottfrid Nymberg som stannade kvar på den posten till 1944 då han avsade sig nyval men kvarstod i styrelsen.
1918 bildades AB Västergötlands Förenade Kalkindustrier, VFK, och till styrelseledamot och verkställande direktör utsågs Gottfrid Nymberg. Under första året köpte bolaget upp de sju största bruken och nästa år ytterligare två. Han förvärvade aktiemajoriteten i VFK 1938 och var då sedan länge känd som Kalkkungen i Västergötland. 1938 startade han Svenska Cellbetong AB som tillverkade lättbetong till byggnadsindustrin, 1945 Lawnitfabriken, som tillverkade tennismassa och 1948 kalkhydratfabriken vid Uddagårdens kalkbruk.
1951 beslöt han att sälja alla sina aktier i VFK till Ytong för 1 850 000 kronor. I försäljningen ingick tio kalkbruk, stora arealer jordbruksmark och skog, de tre nystartade fabrikerna och Stenåsens kalkstensbrott som bland annat bröt kalkstensplattor som kallades Margaretaplattor. I försäljningen till Ytong ingick även Falköping-Uddagårdens Järnvägsaktiebolag med en sex km lång smalspårig bana och två ånglok. Gottfrid Nymberg lät försäljningssumman tillfalla GWNymbergs stiftelse. 2009 har kapitalet vuxit till 96 miljoner och delats lika mellan Höganäs kommun och en stiftelse där avkastningen går till tidigare anställda vid VFK eller Ytong och studerande ättlingar till dem. I Höganäs finns en väg och en park uppkallad efter Nymberg. 1957 insjuknade Gottfrid Nymberg i magcancer och avled 1958. Han ligger begravd på Torbjörntorps kyrkogård.